# No Tears, No Goodbyes
No Tears, No Goodbyes — совместный студийный альбом американской певицы Хелен Меррилл и британского пианиста Гордона Бека, записанный в Париже при участии продюсера Жан-Жака Пуссьо и выпущенный в 1984 году на французском лейбле Owl Records.

## Отзывы критиков
| Оценки критиков                   | Оценки критиков |
| Источник                          | Оценка          |
| --------------------------------- | --------------- |
| AllMusic                          | [ 1 ]           |
| The Encyclopedia of Popular Music | [ 2 ]           |
| The Penguin Guide to Jazz         | [ 3 ]           |

Рецензент журнала Cash Box Ли Джеск написал: «Превосходная идея: объединение Хелен Меррилл, одной из самых вкусных исполнительниц стандартов — особенно баллад — с Гордоном Беком, мелодичным, романтичным английским пианистом. Это трогательный, отточенный набор дуэтов — и это действительно дуэты, — который согревает сердце». Также он включил его в свою десятку лучших альбомов 1985 года.
Кен Драйден из AllMusic написал: «Хелен Меррилл исполняет в этом дуэте с 1984 года при поддержке одного из лучших джазовых клавишников Европы, Гордона Бека. Переключаясь между фортепиано, электропиано и электроорганом, Бек обеспечивает чуткую поддержку одаренной певице, которая постоянно находится в прекрасной форме. Лучшие треки включают Меррилл и рояль, включая запоминающуюся, но красивую миниатюрную аранжировку песни Коула Портера „I Love Paris“, которая сразу переходит в сольную песню Бека с его собственной „I Love Paris Too“. Они отчасти повторяют формулу с песней Дюка Эллингтона „I Got It Bad“, за которой следует „I Got It Good“ Бека, хотя последняя композиция представляет собой неудовлетворительное сочетание всех трёх инструментов, дублированных вместе, при этом Меррилл исполняет краткую партию бэк-вокала. „Poor Butterfly“ практически принадлежит покойной Саре Вон, хотя эмоциональную интерпретацию Меррилл стоит послушать. Бек играет на домашнем пианино в поддержку своего зажигательного исполнения старого боевого коня „Bye Bye Blackbird“. В связи с кончиной Owl приобрести этот рекомендуемый компакт-диск будет несколько сложно».

## Список композиций
1. «When I Look in Your Eyes» (Лесли Брикасс) — 6:50
2. «I Love Paris» (Коул Портер) — 1:50
3. «I Love Paris Too» (Гордон Бек) — 2:50
4. «Poor Butterfly» (Джон Голден, Реймонд Хаббелл) — 5:20
5. «Bye Bye Blackbird» (Морт Диксон, Рэй Хендерсон) — 3:10
6. «I Got It Bad» (Дюк Эллингтон, Пол Фрэнсис Уэбстер) — 5:00
7. «I Got It Good» (Гордон Бек) — 6:00
8. «The Thrill Is Gone» (Лью Бран, Рэй Хендерсон) — 5:00
9. «By Myself» (Говард Дитц, Артур Шварц) — 2:45

## Участники записи
- Вокал — Хелен Меррилл
- Запись — Жан-Луи Ризе, Лоран Пейрон
- Мастеринг — Кристиан Орсини
- Продюсер — Жан-Жак Пуссьо
- Сведение — Жан-Луи Ризе
- Фортепиано, электропианино, орган — Гордон Бек